# Mable Fergerson
Mable Fergeson (Los Angeles, 18 gennaio 1955) è un'ex velocista statunitense, attiva negli anni settanta.

## Palmarès
| Anno | Manifestazione | Sede              | Evento  | Risultato | Prestazione | Note |
| ---- | -------------- | ----------------- | ------- | --------- | ----------- | ---- |
| 1972 | Olimpiadi      | Monaco di Baviera | 4×400 m | Argento   | 3'25"15     |      |